# Ducto de Bellini
Em anatomia renal, o ducto de Bellini é o seguimento final do ducto coletor medular interno, que se abre na ponta da papila renal, formado a área crivosa.